# نقص الفولات
نقص الفولات (بالإنجليزية: Folate deficiency)‏ المعروف أيضا باسم نقص فيتامين بي9، هو مستوى منخفض من الفولات ومشتقاته في الجسم. قد يؤدي ذلك إلى نوع من فقر الدم تصبح فيه خلايا الدم الحمراء كبيرة بشكل غير طبيعي، وهي نتيجة متأخرة لنقص الفولات حيث أن فقر الدم الناجم عن نقص الفولات هو المصطلح الذي يطلق على هذه الحالة الطبية لاحقا. غالبا ما تكون علامات نقص الفولات خفية. قد تشمل الأعراض الشعور بالتعب، خفقان القلب، ضيق التنفس، شعور بالإغماء، قروح مفتوحة على اللسان، فقدان الشهية، تغيرات في لون الجلد أو الشعر، التهيج، والتغيرات السلوكية. قد يحدث العقم المؤقت القابل للعكس. قد يؤدي فقر الدم الناجم عن نقص الفولات أثناء الحمل إلى ولادة أطفال خدج منخفضي الوزن، والرضع الذين يعانون من عيوب الأنبوب العصبي.
عدم استهلاك ما يكفي من الفولات يمكن أن يؤدي إلى نقص الفولات في غضون بضعة أشهر. خلاف ذلك، قد تشمل الأسباب زيادة الحاجات كما هو الحال مع الحمل، وفي أولئك الذين يعانون من قصر عمر خلايا الدم الحمراء. يمكن أن يكون نقص الفولات ثانويا عن نقص فيتامين بي12 أو عيب في هوموسيستين ميثيل ترانسفيراز الذي يؤدي إلى "فخ الفولات" وهو مستقلب غير نشط لا يمكن استرداده. يتم تأكيد التشخيص عادة عن طريق اختبارات الدم بما في ذلك تعداد الدم الكامل، ومستويات الفولات في المصل. مستويات الهوموسيستين المرتفعة قد تشير الى النقص، لكنه يتأثر أيضا بعوامل أخرى غير ذلك. يجب استقصاء نقص فيتامين بي12 الذي إذا ترك دون علاج، قد يسبب تلف عصبي لا رجعة فيه.
قد يشمل العلاج التغييرات الغذائية ومكملات حمض الفوليك. التغييرات الغذائية بما في ذلك، تناول الأطعمة الغنية بالفولات مثل الفواكه والخضروات الورقية الخضراء يمكن أن تساعد. الوقاية يوصى بها للحوامل أو اللواتي يخططن الحمل.
نقص الفولات نادر جدا في البلدان التي لديها برامج لإغناء حمض الفوليك. انتشار فقر الدم في جميع أنحاء العالم بسبب نقص الفولات بشكل عام منخفض جدا.

## العلامات والأعراض
قد تكون علامات فقر الدم الناجم عن نقص الفولات في كثير من الأحيان خفية. قد يكون فقر الدم (الكبير، ضخم الخلايا) هو علامة متقدمة على نقص الفولات لدى البالغين. قد يؤدي فقر الدم الناجم عن نقص الفولات إلى شعور بالتعب، ضعف، تغيرات في لون الجلد أو الشعر، القروح المفتوحة على اللسان، ضيق التنفس، خفقان، شعور بالأغماء، يدين وقدمين باردتين، صداع، نزيف أو كدمات سهلة، حمى منخفضة الدرجة، فقدان الشهية، فقدان الوزن، إسهال، انخفاض التذوق، تهيج، واضطرابات سلوكية.
الحوامل المصابات بنقص حمض الفوليك أكثر عرضة لولادة الخدج منخفضي الوزن، والرضع المصابين بعيوب الأنبوب العصبي. عند الرضع والأطفال، يمكن أن يؤدي نقص حمض الفوليك إلى الفشل في النمو أو إبطاء معدل النمو، الإسهال، قرحة الفم، فقر الدم الضخم الأرومات، التدهور العصبي. كما يمكن ملاحظة وجود رأس صغير بشكل غير طبيعي، التهيج، التأخر في النمو، النوبات، العمى، وترنح المخيخ.

## الأسباب
يمكن أن يحدث نقص الفولات عندما تزداد حاجة الجسم إلى الفولات، أو عندما يكون المدخول الغذائي أو امتصاص الفولات غير كافٍ، أو عندما يفرز الجسم أو (يفقد) الفولات أكثر من المعتاد. الأدوية التي تتداخل مع قدرة الجسم على استخدام الفولات قد تزيد أيضًا من الحاجة لهذا الفيتامين. تشير بعض الأبحاث إلى أن التعرض للأشعة فوق البنفسجية، بما في ذلك استخدام أسرة تسمير البشرة، يمكن أن يؤدي إلى نقص الفولات. النقص أكثر شيوعًا عند النساء الحوامل، الرضع، الأطفال، والمراهقين. قد يكون أيضا بسبب سوء التغذية أو نتيجة لإدمان الكحول.
بالإضافة إلى ذلك، قد يؤدي وجود خلل في ميثيل ترانسفيراز هوموسيستين أو نقص في فيتامين بي12 إلى ما يسمى «فخ الميثيل»، إذ يتحول إلى ميثيل تيتراهيدروفوليت وهي صيغة تخزين غير قابلة للاستخدام. وبالتالي، يؤدي نقص فيتامين بي12 إلى ارتفاع نسبة ميثيل تيتراهيدروفوليت في الجسم.
يتم امتصاص الفولات في جميع أجزاء الأمعاء الدقيقة، وإن كان ذلك بشكل رئيسي في الصائم، مرتبطًا بمستقبلات محددة. الأمراض الالتهابية أو التنكسية للأمعاء الدقيقة، مثل مرض كرون، أو مرض الاضطرابات الهضمية، أو التهاب الأمعاء المزمن أو الناسور المعوي، قد تقلل من نشاط البترويل بوليجلوتاماز (PPGH)، وهو هيدرولاز معين مطلوب لامتصاص الفولات، وبالتالي يؤدي إلى نقص الفولات في الجسم.

### حالة زيادة الاحتياج
بعض الحالات التي تزيد من الحاجة إلى الفوليك تشمل ما يلي:
- نزيف
- غسيل الكلى
- مرض الكبد
- سوء الامتصاص، ومنها مرض الاضطرابات الهضمية وسوء امتصاص الفركتوز
- الحمل والرضاعة (الرضاعة الطبيعية)
- تدخين التبغ
- استهلاك الكحول

### أدوية
يمكن أن تتداخل الأدوية مع استقلاب الفوليك، بما في ذلك:
- الأدوية المضادة للاختلاج (مثل الفينيتوين، بريميدون، كاربامازيبين أو فالبروات)
- الميتفورمين (يوصف في بعض الأحيان للسيطرة على نسبة السكر في الدم في مرض السكري من النوع 2)
- الميثوتريكسيت، وهو دواء مضاد للسرطان يستخدم أيضًا للسيطرة على الالتهابات المرتبطة بمرض كرون والتهاب القولون التقرحي والتهاب المفاصل الروماتويدي
- 5-فلورويوراسيل
- هيدروكسي يوريا
- ميثوبريم
- سلفاسالازين (يستخدم للسيطرة على الالتهاب المرتبط بمرض كرون والتهاب القولون التقرحي والتهاب المفاصل الروماتويدي)
- تريامتيرين (مدر للبول)
- حبوب منع الحمل

عند وصف الميثوتريكسيت، يتم إعطاء مكملات حمض الفوليك في بعض الأحيان مع الميثوتريكسيت. الآثار العلاجية لل ميثوتريكسيت ومن المقرر أن تثبيطه من dihydrofolate اختزال، وبالتالي تقلل من معدل تكوين البيورين والبيريميدين التوليف وانقسام الخلايا. الميثوتريكسيت يمنع الانقسام الخلوي ويكون سامًا بشكل خاص للخلايا سريعة الانقسام، مثل الخلايا السرطانية سريعة التقسيم والخلايا السلفية في الجهاز المناعي. مكملات الفوليك مفيدة في المرضى الذين يعالجون بالميثوتريكسيت طويلة الأجل ومنخفضة الجرعة للحالات الالتهابية، مثل التهاب المفاصل الروماتويدي (RA) أو الصدفية، لتجنب فقر الدم كبير الخلايا الناجم عن نقص الفوليك غالبًا ما يتم تناول الفوليك أيضًا قبل علاجات العلاج الكيميائي بجرعة عالية في محاولة لحماية الأنسجة الصحية. ومع ذلك، قد تكون هناك نتائج عكسية عند تناول مكملات حمض الفوليك مع الميثوتريكسيت في علاج السرطان.

### نقص الفولات في الدماغ
نقص الفولات الدماغي هو عندما تكون مستويات 5-ميثيل رباعي هيدروفولات منخفضة في المخ عند قياسها في السائل النخاعي الدماغي على الرغم من كونها طبيعية في الدم. تظهر الأعراض عادة في عمر خمسة أشهر تقريبًا. عند ترك الحالة بلا علاج، قد ينتج عنها ضعف في العضلات، مشاكل في تناسق العضلات، صعوبة في التحدث، وتشنجات. أسباب نقص الفولات الدماغي تشمل طفرات الجينات المسؤولة عن التمثيل الغذائي للفوليك وعن نقل الفوليك وامتصاصه. تؤدي طفرات الجين SLC46A1 الذي يشفر ناقل الفوليك المقترن بالبروتون (PCFT) إلى متلازمات CFD مع نقص الفولات في الجسم ونقص الفولات الدماغي. حتى عندما يتم تصحيح النقص في الدم بمكملات حمض الفوليك، يبقى النقص في المخ ويجب معالجته بحمض الفولينيك.

## التشخيص
يتم تشخيص نقص الفولات عن طريق اختبار الدم، ويقاس باسم ميثيل تيتراهيدروفوليك (في الممارسة العملية، يشير «الفولات» إلى جميع مشتقات حمض الفوليك، ولكن الميثيل هيدروفوليل له شكل فريد مشابه لـ «الفولات» في الدم).
إحدى العلامات كذلك ارتفاع الهوموسيستين كما هو الحال في نقص فيتامين بي12، في حين أن حمض الميثيل مالونيك طبيعي (مرتفع في نقص فيتامين بي12).
وبشكل أكثر تحديدا، وفقا لمبدأ توجيهي للمملكة المتحدة لعام 2014،
- يشير مستوى الفولات في المصل الذي يقل عن 7 نانومول / لتر (3 ميكروغرام / لتر) إلى نقص الفولات
- لا يتم إجراء اختبار الفولات لخلايا الدم الحمراء بشكل روتيني، لأن الفولات في الدم كاف في معظم الحالات، ومع ذلك، إذا كان هناك اشتباه قوي في نقص الفولات على الرغم من مستوى الفولات الطبيعي في المصل، فقد يتم إجراء اختبار الفولات بالخلايا الحمراء.
- يتم قياس الهوموسيستين الكلي للبلازما فقط في ظروف خاصة. يمكن أن يكون المستوى فوق 15 ميكرومول / لتر مؤشرا على نقص حمض الفوليك، ولكن ينبغي أخذ النطاقات المرجعية المحلية في الاعتبار.

## الوقاية والعلاج
يوجد الفولات في الخضار الورقية الخضراء. عند الطهي، يمكن أن يساعد استخدام البخار أو المايكرويف في الحفاظ على الفولات في الأطعمة المطهية، مما يساعد على منع نقص الفولات.
تحتوي المكملات الغذائية المتعددة الفيتامينات على الفولات وكذلك فيتامينات بي الأخرى. يرتبط نقص حمض الفوليك أثناء الحمل بزيادة خطر الإصابة بعيوب الأنبوب العصبي عند الأطفال. توصي إرشادات المعاهد الوطنية للصحة بتناول مكملات الفوليك قبل الحمل وخلال الشهر الأول من الحمل للتقليل من هذه المخاطر.

## الانتشار
نقص الفولات نادر جدا في البلدان التي لديها برامج إغناء حمض الفوليك. بشكل عام، فإن انتشار فقر الدم في جميع أنحاء العالم بسبب نقص حمض الفوليك منخفض جدا. ومع ذلك، لا توجد بيانات عن انتشار النقص بين مجموعات محددة عالية الخطورة.

## أبحاث
تشير الدراسات إلى أن عدم كفاية حمض الفوليك وفيتامين بي12 قد يسهم في حدوث اضطراب اكتئابي كبير وأن المكملات قد تكون مفيدة في هذه الحالة. ويرجع دور فيتامين بي12 والفولات في الاكتئاب إلى دورهما في تفاعلات الميثيل، والتي تعد ضرورية لتكوين ناقلات عصبية (مثل السيروتونين والإيبينيفرين والنيكوتيناميدات والبيوريين والفوسفوليبيدات). تتمثل الآلية المقترحة في أن انخفاض مستويات حمض الفوليك أو فيتامين ب 12 يمكن أن يعرقل تفاعل إيثيل الميثيل، مما يؤدي إلى تراكم الهوموسيستين (فرط الهوموسستئين في الدم) وضعف التمثيل الغذائي للناقلات العصبية (وخاصة هيدروكسيل الدوبامين والسيروتونين من التيروزين والتريبتوفان) المايلين والمستقبلات. ارتفاع مستويات الحمض الاميني في الدم يمكن أن يؤدي إلى إصابات في الأوعية الدموية عن طريق الآليات المؤكسدة التي يمكن أن تسهم في اختلال وظيفي في المخ. كل هذه يمكن أن تؤدي إلى تطور اضطرابات مختلفة، بما في ذلك الاكتئاب.